# Brigadas del tigre
Las brigadas regionales de policía móvil, también conocidas como las brigadas del tigre, fueron una sección de la policía francesa creada en 1907 y precursora de la actual policía judicial francesa. Constaban de 12 brigadas, y dependían de los ministerios de interior y de justicia. Fueron fundadas por Célestin Hennion (director de la seguridad general) y por el presidente del consejo y ministro del interior Georges Clemenceau, quien era apodado "el tigre", lo cual dio nombre al apodo de la unidad.
Comenzaron siendo 12 y se situaron en las principales ciudades de Francia. Cada brigada estaba mandada por un comisario que disponía entre 15 y 20 inspectores divididos en grupos de cinco, los cuales cubrían entre todos una jornada laboral de 24 horas.
Las brigadas del tigre supusieron la modernización del cuerpo de policía francés en un momento en el que la agitación social estaba subiendo, y estuvieron implicadas en el desmantelamiento de bandas como la banda anarquista de Jules Bonnot en 1912 o de la banda Pollot.

## Adaptaciones cinematográficas
Las brigadas fueron llevadas a la televisión con la serie francesa Las brigadas del tigre de 1973, y al cine con la película de 2006 Las brigadas del tigre.